# Luna Darko
Luna Darko (* 26. April 1991 in Münster; bürgerlich Luisa Bora), weitere Pseudonyme kitthey, Lu und lulu, ist eine deutsche Webvideoproduzentin, Publizistin und Bestseller-Autorin.

## Leben und Werdegang
Luna Darko ist seit 2005 mit mehreren Kanälen auf YouTube aktiv. Ihre Ursprünge lagen in den Bereichen Beauty, Fashion und Lifestyle. Dazu gehörten Videos, in denen sie Outfits vorstellte, und später Vlogs. Damit erreichte sie im September 2015 eine halbe Million Abonnenten. Inzwischen sind die meisten dieser Videos nicht mehr öffentlich zugänglich.
Nach der Gang Tour des YouTube-Netzwerkes TubeOne änderte sie die Inhalte ihres Kanals. Videos, in denen sie sich mit sozial-ökologischen Thematiken wie Sexismus, Veganismus und Homophobie befasst, sind seitdem ein fester Bestandteil.
Im Dezember 2016 eröffnete sie zwei kleinere Kanäle, um mehr Struktur zu schaffen. Auf dem Kanal MYKO gibt es primär kreative Videos, die sich mit Handwerk und Kunst beschäftigen. Auf dem Kanal luna's dream land sind ihre Let’s Plays zu finden. Zusammen mit den Musikern Taddl und Ardy (Ardian Bora) betreibt sie die Modemarke hydra clothing sowie die YouTube-Kanäle hydrauniverse und yeeeh.
Im März 2017 veröffentlichte sie bei Community Editions Vergessene Kinder. Der Roman platzierte sich auf Rang 8 der Spiegel-Bestsellerliste der Belletristik-Paperbacks. Im Dezember 2017 folgte als Hardcover Myko. Gedanken in der Nacht; das Werk erzielte Platzierungen über sechs Wochen. Im Juli 2018 erschien Tagebuch von Pia, ebenfalls bei Community Editions. Im April 2019 erschien der vierte Teil unter dem Titel BFF~!! (or ’til death do us part).
Ab 2019 erschienen unter dem Künstlernamen lulu zwei Singles und eine EP.
Am 2. Juli 2020 wurden sie und Ardian Bora Eltern.

## Kritik
Luna Darko geriet im April 2020 wegen der mehrfachen Verbreitung von Verschwörungstheorien zur COVID-19-Pandemie in die Kritik. So teilte sie auf Twitter unter anderem ein Video des Verschwörungstheoretikers Ken Jebsen, in welchem er die durch die Pandemiebekämpfung erfolgten Grundrechtseinschränkungen mit der NS-Zeit verglich. Luna Darko und Bora wiederholten daraufhin in mehreren Videos den NS-Vergleich und griffen auf zum Teil antisemitische und rechtspopulistische Quellen zurück. Später löschte sie die meisten ihrer Posts auf Twitter.

## Werke
- Vergessene Kinder. Community Editions. Köln 2017. ISBN 978-3-96096-002-7
- Myko. Community Editions. Köln 2017. ISBN 978-3-96096-030-0
- Kalender für mehr oder weniger ein Jahr. Community Editions. Köln 2017. ISBN 978-3-96096-029-4
- Tagebuch von Pia. Community Editions. Köln 2018. ISBN 978-3-96096-050-8
- BFF~!! (or ’til death do us part) Community Editions. Köln 2019. ISBN 978-3-96096-073-7

## Diskografie
EPs
- 2020: surviving birth

Singles
- 2019: piu piu (mit TJ_beastboy)
- 2019: bubble (mit dyzzy.earth)